# إغناثيو كاراسكو
إغناثيو كاراسكو (بالإسبانية: Ignacio Carrasco) هو لاعب كرة قدم مكسيكي، ولد في 30 يونيو 1982 في موريليا في المكسيك. لعب مع كلوب ليون ونادي تيخوانا.

## وصلات خارجية
- إغناثيو كاراسكو على موقع إي إس بي إن إف سي (الإنجليزية)
- إغناثيو كاراسكو على موقع قاعدة بيانات كرة القدم.إي يو (الإنجليزية)
- إغناثيو كاراسكو على موقع قاعدة بيانات كرة القدم.إي يو (الإنجليزية)